# Gerhard-Hanappi-Stadion
Das Gerhard-Hanappi-Stadion war ein Fußballstadion in Hütteldorf, einem Stadtteil im 14. Wiener Gemeindebezirk und Heimstätte des SK Rapid Wien. Das Stadion war im Besitz der Stadt Wien, die es an Rapid verpachtete. Ursprünglich Weststadion genannt, trug es ab April 1981 den Namen seines Architekten, des Rapidspielers Gerhard Hanappi, der in seiner Zeit als aktiver Fußballspieler als Rekordnationalspieler berühmt wurde.
Das Gerhard-Hanappi-Stadion war einst die Heimspielstätte der österreichischen Fußballnationalmannschaft, unter anderem auch in der EM-Qualifikation 1984 und in der WM-Qualifikation 1986. Aber auch danach wurden dort noch freundschaftliche Länderspiele ausgetragen sowie achtmal das ÖFB-Cupfinale des ÖFB.
Vom Oktober 2014 bis Februar 2015 lief der Abbruch des Stadions und seit Mitte 2016 ist es durch das Allianz Stadion ersetzt worden.

## Geschichte

### Weststadion mit Anlaufschwierigkeiten
Der Beschluss zum Bau eines neuen zweiten Wiener Stadions neben dem Praterstadion wurde erstmals im Juli 1969 gefasst, insbesondere der SK Rapid Wien und der SC Wacker Wien sollten hier später ihre Heimspiele austragen. Der Baubeginn war im Juni 1971, die Arbeiten am Stadion standen aber unter keinem guten Stern. Die Fertigstellung verzögerte sich um mehr als drei Jahre, Hanappis Pläne wurden nicht vollständig umgesetzt, um eine kostengünstigere Variante zu ermöglichen. Das Fassungsvermögen des Stadions betrug schlussendlich 20.700 Zuseher. Zusätzlich drehte man das Stadion um 90 Grad, sodass sich ein stark einfallender Westwind auf das Spielfeld auswirkte und charakteristisch für das Stadion wurde. Dieser Umstand brachte dem Weststadion auch den amüsanten Spitznamen "Vogelhaus" ein. Aufgrund seiner Lage im Westen von Wien nannte man das neue Stadion Weststadion.
Das Stadion wurde gleich mehrfach eröffnet. Am 10. Mai 1977 fand das erste Bundesligamatch statt, das mit einem Sieg von Rapid mit 1:0 über die Spielgemeinschaft Austria/WAC endete. Trotz bemühter Versuche, möglichst alle Plätze zu füllen, kamen damals enttäuschende 14.500 Besucher. Es waren auch diese beiden Klubs, die hier ihre neue Heimstätte finden sollten. Austria spielte zuvor im Franz-Horr-Stadion, Rapid auf der nahegelegenen Pfarrwiese. Da die Bauarbeiten zu diesem Zeitpunkt aber noch nicht vollständig abgeschlossen waren, fand die offizielle Eröffnungsfeier am 14. September 1977 vor dem UEFA-Cup-Spiel von Rapid gegen den FK Inter Bratislava (1:0) mit einem Feuerwerk und musikalischer Begleitung einer Militärkapelle statt. Im Anschluss an den Rapidsieg kam es jedoch zu schweren Randalen von Rapid-Fans in einem Zug der Stadtbahn. Die Garnitur wurde durch eine mutwillig herbeigeführte Notbremsung zum Stillstand gebracht und es kam zum Auffahren des nachfolgenden Zuges. Dabei gab es 37 Verletzte.
Auch die weitere Saison blieb das Weststadion nicht von Negativ-Schlagzeilen verschont. Bereits nach wenigen Monaten, ab Oktober 1977, musste das Stadion wegen schwerer Baumängel vorübergehend gesperrt werden, da in einem Pfeiler ein rund 1,70 Meter langer Riss entdeckt worden war. Die verantwortliche Firma war im Konkurs, Bestechungsvorwürfe machten durch die Medien die Runde. Sowohl Rapid als auch Austria mussten deswegen fast die komplette Saison 1977/78 auf anderen Plätzen spielen. Der Fußballverein Rapid trug seine Heimspiele daraufhin vor allem auf der vorübergehend modernisierten Pfarrwiese aus.
Die Folgesaison wurde in einem ausverkauften Weststadion mit 20.000 Zusehern mit einem 3:1-Derbysieg von Rapid eröffnet. Während der Saison blieben die Zuschauerzahlen aber weit hinter den Erwartungen zurück und es besuchten durchschnittlich nur 7.000 Zuseher das Weststadion. Bei den Rapid-Fans brauchte es einige Zeit, bis das in ihren Augen zu sterile Stadion im Vergleich zu den heimeligen Holztribünen auf der Pfarrwiese ihr Herz erobern konnte. Die violetten Fans wiederum zeigten großen Unmut darüber, mit dem Erzrivalen Rapid ein Stadion in dessen Heimatbezirk teilen zu müssen, und kehrten deshalb in ihr Franz-Horr-Stadion zurück. Dennoch gastierte die Austria immer wieder im Weststadion, da das Horr-Stadion anfangs noch nicht für Europacupspiele zugelassen war oder es als Ausweichstadion bei Ausbauten im Horr-Stadion diente. Das bislang letzte Mal nutzte die Austria das Hütteldorfer Stadion als Heimplatz beim 3:1-Sieg über den FC Brügge 1992 im Achtelfinale der UEFA Champions League.

### Weg zum Kultstadion
Nachdem Gerhard Hanappi am 23. August 1980 an Lymphdrüsenkrebs gestorben war, wurde das Weststadion 1981 ihm zu Ehren von der Stadt Wien in Gerhard-Hanappi-Stadion umbenannt. Hanappi war nicht nur der Architekt des Stadions, sondern auch der damalige Rekordnationalspieler Österreichs und hatte in seiner aktiven Laufbahn bei seinem Stammverein Wacker Wien und Rapid insgesamt acht Meisterschaften gewonnen. Der Tag, als die Rapid-Fans ihr neues Stadion endgültig annahmen, wird meist auf den 25. Mai 1982 datiert. Vor einem mit 25.000 Zuschauern vollkommen überfüllten Haus holte Rapid durch ein 5:0 gegen die SSW Innsbruck die österreichische Meisterschaft. Die Erfolge auf nationaler und internationaler Ebene in den Folgejahren taten ihr Übriges und die Besucherzahlen stiegen. Rapid wurde im Hanappi-Stadion besonders heimstark und verlor in der Saison 1982/83 kein einziges Spiel im eigenen Stadion. Gemäß dem Wahlspruch "Rapid ist unsre Religion" wurde das Stadion oft Sankt Hanappi genannt. Der in Österreich bekannte Trainer Ivica Osim bezeichnete das Hanappi-Stadion einmal als eine Kathedrale des Fußballs.

### Ausbau ab 2001
Ab 2001 wurde mit einer umfassenden Sanierung und Modernisierung des Gerhard-Hanappi-Stadions begonnen. Die West- und Osttribünen wurden vollständig überdacht. Sämtliche Sitzplätze waren fortan im Stadion überdacht. Der SK Rapid trug in dieser Zeit seine Heimspiele entweder weiterhin im Hanappi-Stadion mit verringerter Kapazität ohne West- und Osttribüne aus oder übersiedelte ins Ernst-Happel-Stadion. Auf der Nord- und Südtribüne wurde das Dach erneuert und die Zäune zum Spielfeld hin wurden abgebaut. Ebenso wurde das Hanappi-Stadion mit einer neuen Ton- und Beleuchtungsanlage ausgestattet, und neben dem Stadion wurden eine unterirdisch angelegte Garage mit 400 Stellplätzen und ein neuer Trainingsplatz geschaffen.
Durch die Überdachung von Ost- und Westtribüne wurde auch das Erschwernis des einfallenden Westwindes verringert, aber gleichzeitig durch eine geringere Belüftung die Lebensdauer des Rasens ein wenig verringert. Aufgrund der Umbauten sank die Anzahl der Sitzplätze auf 18.442, davon sind üblicherweise 17.500 zu Bundesligaspielen zugelassen. Die Revitalisierung des Stadions wurde im Oktober 2002 abgeschlossen und das vollständig überdachte Hanappi-Stadion am 27. Oktober 2002 mit einer 1:2-Niederlage gegen die Wiener Austria wiedereröffnet.
In den Folgejahren wurde das Stadion weiterhin ausgebaut und modernisiert. Es wurden aus eigenen Mitteln zwei VIP-Klubs auf der Nord- und Südtribüne für 200 Personen errichtet, eine 25-m²-Videowall als Stadionanzeige zwischen der Ost- und Südtribüne in der Stadionkurve und eine moderne Videoüberwachungsanlage für das ganze Stadion installiert. Im Jahr 2006 wurde das Stadion mit einer Rasenheizung ausgestattet, um den Spielbetrieb bei jeder Wetterlage gewährleisten zu können. Im Zuge der Installation der Rasenheizung wurde auch der Fußballrasen von 102 Metern auf die für den Europacup seit kurzem benötigten 105 Meter verlängert. In dem Keller des Hanappi-Stadions wurden moderne Fitness- sowie Physiotherapieräume für das Training der Kampfmannschaft von Rapid eingerichtet.
Am 8. Mai 2007 fand vor ausverkaufter Kulisse mit dem Derby gegen die Wiener Austria das 30-jährige Jubiläum des Gerhard-Hanappi-Stadions statt. Das Spiel war gleichzeitig auch das 500. Meisterschafts-Heimspiel von Rapid im Hanappi-Stadion. Das Spiel endete 3:0 für Rapid.
In der Saison 2008/09 wurde zwischen Nord- und Westtribüne gegenüber der ersten eine zweite Videoleinwand errichtet. Im Dezember 2011 wurde das Klubmuseum „Rapideum“ unter der Südtribüne eröffnet.

### Neubau
Nachdem vermehrt Diskussionen über eine notwendige Sanierung des in die Jahre gekommenen Stadions auftraten, wurde im Mai 2014 der Bau eines neuen Stadions bestätigt, am 10. Juni 2014 die Pläne und der genaue Zeitplan vorgestellt. Die 2016 fertiggestellte neue Spielstätte trägt den Namen Allianz Stadion und hat ein Fassungsvermögen von 24.000 Zuschauern, bei nationalen Spielen mit Stehplätzen sind 28.000 möglich.
In der Zeit der Errichtung des neuen Stadions trug der SK Rapid seine Heimspiele im Ernst-Happel-Stadion aus. Als Abschiedsspiel vom Gerhard-Hanappi-Stadion bestritt Rapid am 6. Juli 2014 ein Freundschaftsspiel gegen Celtic Glasgow.
Am 4. Oktober 2014 lud der SK Rapid zur Abriss-Party unter dem Motto Mein Stück alte Heimat. Die Anhänger des Vereins konnten sich ein Andenken an die Spielstätte des Vereins sichern. Es wurden unter anderem Stadionsitze, Teile des Spielfeldrasens oder der Tornetze sowie Mauersteine zum Verkauf angeboten. Schon vor dem Einlass um 10 Uhr bildeten sich lange Schlangen vor dem Eingang Süd/West. Am Nachmittag begann man mit einem Bagger symbolisch die Abbrucharbeiten. Gegen 18 Uhr endete die Abschiedsveranstaltung vom Hanappi.

## Besondere Spiele im Hanappi-Stadion

### ÖFB-Cup Finale
- 1977: FK Austria Wien – Wiener Sport-Club 3:0 (2:0), 13.000 Zuseher
- 1983: SK Rapid Wien – Wacker Innsbruck 3:0 (1:0), 12.000 Zuseher
- 1984: SK Rapid Wien – FK Austria Wien 2:0 (2:0), 20.500 Zuseher
- 1985: SK Rapid Wien – FK Austria Wien 3:3 (1:1) (0:0) n. V.- Pen. 6:5, 15.000 Zuseher
- 1986: SK Rapid Wien – FK Austria Wien 4:6 (3:3) (2:1) n. V., 16.500 Zuseher
- 1987: SK Rapid Wien – FC Swarovski Tirol 2:0 (2:0), 9.500 Zuseher
- 1998: SV Ried – SK Sturm Graz 3:1 (2:0), 6.000 Zuseher
- 2007: FK Austria Wien – SV Mattersburg 2:1 (0:1), 15.000 Zuseher

### Supercup (Österreich)
- 1986: SK Rapid Wien – FK Austria Wien 3:1 (2:0), 3.300 Zuseher
- 1987: SK Rapid Wien – FC Swarovski Tirol 2:1 (1:1), 2.500 Zuseher

### Legendäre EC-Spiele
- 1983: SK Rapid Wien – FC Nantes 3:0 (2:0) (EC der Meister – 1. Runde), 16.000 Zuseher
- 1983: SK Rapid Wien – Bohemians Prag 1905 1:0 (1:0) (EC der Meister – Achtelfinale), 20.000 Zuseher (ausverkauft)
- 1984: SK Rapid Wien – Dundee United  2:1 (0:1) (EC der Meister – Viertelfinale), 15.000 Zuseher
- 1984: SK Rapid Wien – Celtic Glasgow 3:1 (0:0) (EC der Pokalsieger – Achtelfinale), 16.000 Zuseher
- 1985: FK Austria Wien – FC Liverpool 1:1 (1:0) (EC der Meister – Viertelfinale), 20.000 Zuseher
- 1985: SK Rapid Wien – Dynamo Dresden 5:0 (3:0) (EC der Pokalsieger – Viertelfinale), 15.000 Zuseher
- 1985: SK Rapid Wien – Dynamo Moskau 3:1 (0:1) (EC der Pokalsieger – Halbfinale), 20.000 Zuseher (ausverkauft)
- 1985: FK Austria Wien – FC Bayern München 3:3 (1:1) (EC der Meister – Achtelfinale), 18.000 Zuseher
- 1986: SK Rapid Wien – FC Brügge 4:3 (2:1) (EC der Pokalsieger – Sechzehntelfinale), 11.000 Zuseher
- 1989: SK Rapid Wien – FC Aberdeen 1:0 (1:0) (UEFA-Cup – 1. Runde), 19.000 Zuseher
- 1989: SK Rapid Wien – FC Brügge 4:3 (0:1) (UEFA-Cup – Sechzehntelfinale), 18.000 Zuseher
- 1989: SK Rapid Wien – FC Lüttich 1:0 (0:0) (UEFA-Cup – Achtelfinale), 14.000 Zuseher
- 1990: SK Rapid Wien – Inter Mailand 2:1 (0:1) (UEFA-Cup – 1. Runde), 16.000 Zuseher
- 1992: FK Austria Wien – FC Brügge 3:1 (0:0) (CL-Achtelfinale), 16.000 Zuseher
- 1997: SK Rapid Wien – 1. FC Brünn 6:1 (2:0) (UEFA-Cup – Quali), 14.000 Zuseher
- 2000: FK Roter Stern Belgrad – Leicester City 3:1 (1:1) (UEFA-Cup – 1. Runde), 12.373 Zuseher
- 2001: SK Rapid Wien – FK Partizan Belgrad 5:1 (2:0) (UEFA-Cup – 1. Runde), 15.400 Zuseher
- 2005: SK Rapid Wien – Lokomotive Moskau 1:1 (0:1) (CL-Qualifikation), 17.455 Zuseher (ausverkauft)
- 2009: SK Rapid Wien – Aston Villa 1:0 (1:0) (EL-Qualifikation), 17.800 Zuseher (ausverkauft)
- 2010: SK Rapid Wien – Aston Villa 1:1 (0:1) (EL-Qualifikation), 17.800 Zuseher (ausverkauft)
- 2012: SK Rapid Wien – PAOK Thessaloniki 3:0 (1:0) (EL-Qualifikation), 16.500 Zuseher (ausverkauft)

### Länderspiele
- 1982: Österreich – Albanien 5:0 (2:0) (EM-Quali), 10.000 Zuseher
- 1982: Österreich – Nordirland 2:0 (2:0) (EM-Quali), 12.000 Zuseher
- 1982: Österreich – Türkei 4:0 (3:0) (EM-Quali), 10.000 Zuseher
- 1984: Österreich – Griechenland 0:0 (Freundschaftsspiel), 10.000 Zuseher
- 1984: Österreich – Niederlande 1:0 (1:0) (WM-Quali), 15.000 Zuseher
- 1985: Österreich – Ungarn 0:3 (0:2) (WM-Quali), 20.000 Zuseher (ausverkauft)
- 2002: Österreich – Norwegen 0:1 (0:0)  (Freundschaftsspiel), 15.800 Zuseher
- 2007: Österreich – Schottland 0:1 (0:0) (Freundschaftsspiel), 13.200 Zuseher
- 2007: Österreich – Paraguay 0:0 (Freundschaftsspiel), 12.700 Zuseher

### Abschiedsspiel
- 2014: SK Rapid Wien – Celtic Glasgow 1:1 (Freundschaftsspiel), 17.500 Zuseher (ausverkauft)

## Sonstiges

### Bildergalerie

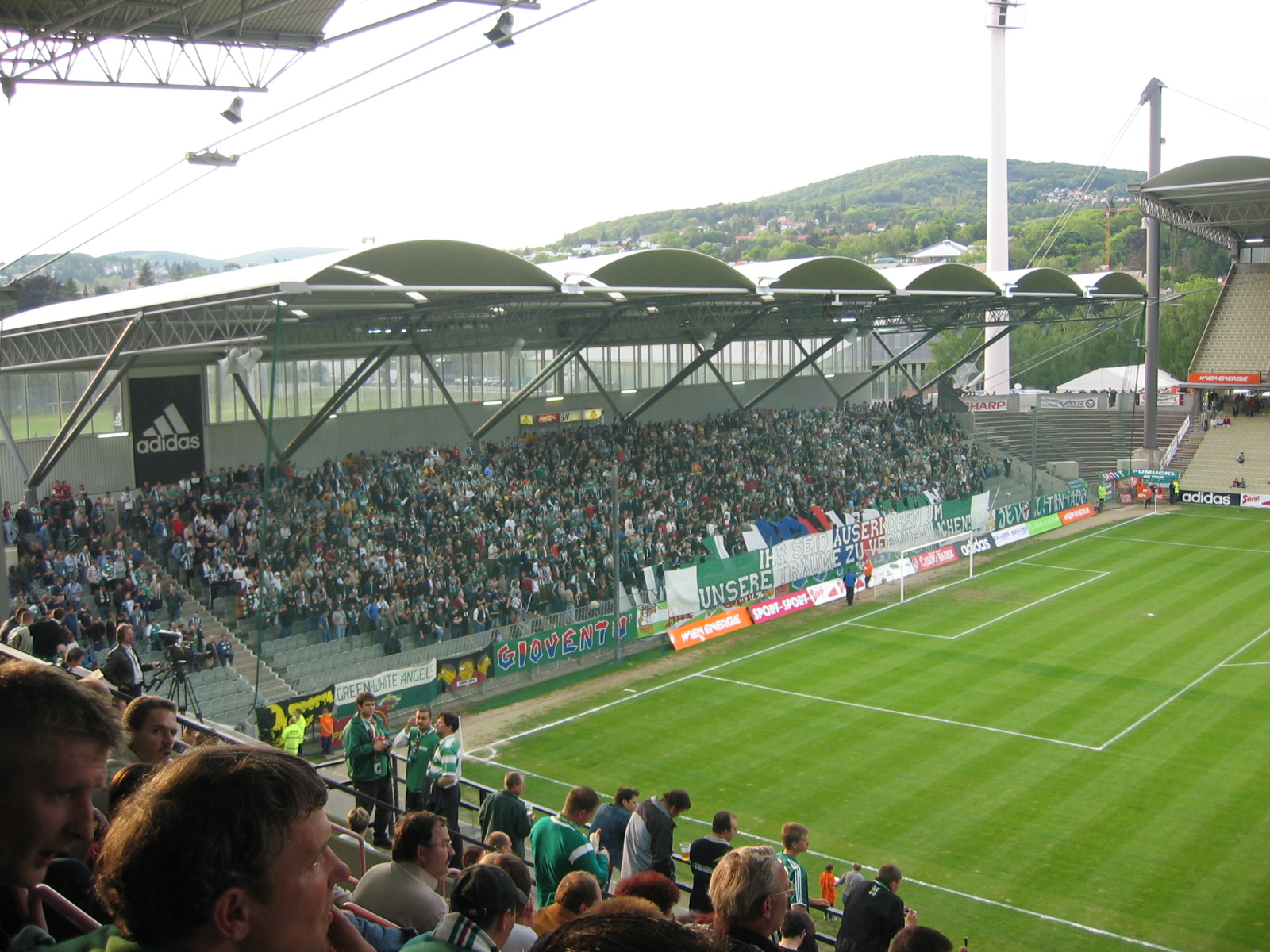
Westtribüne
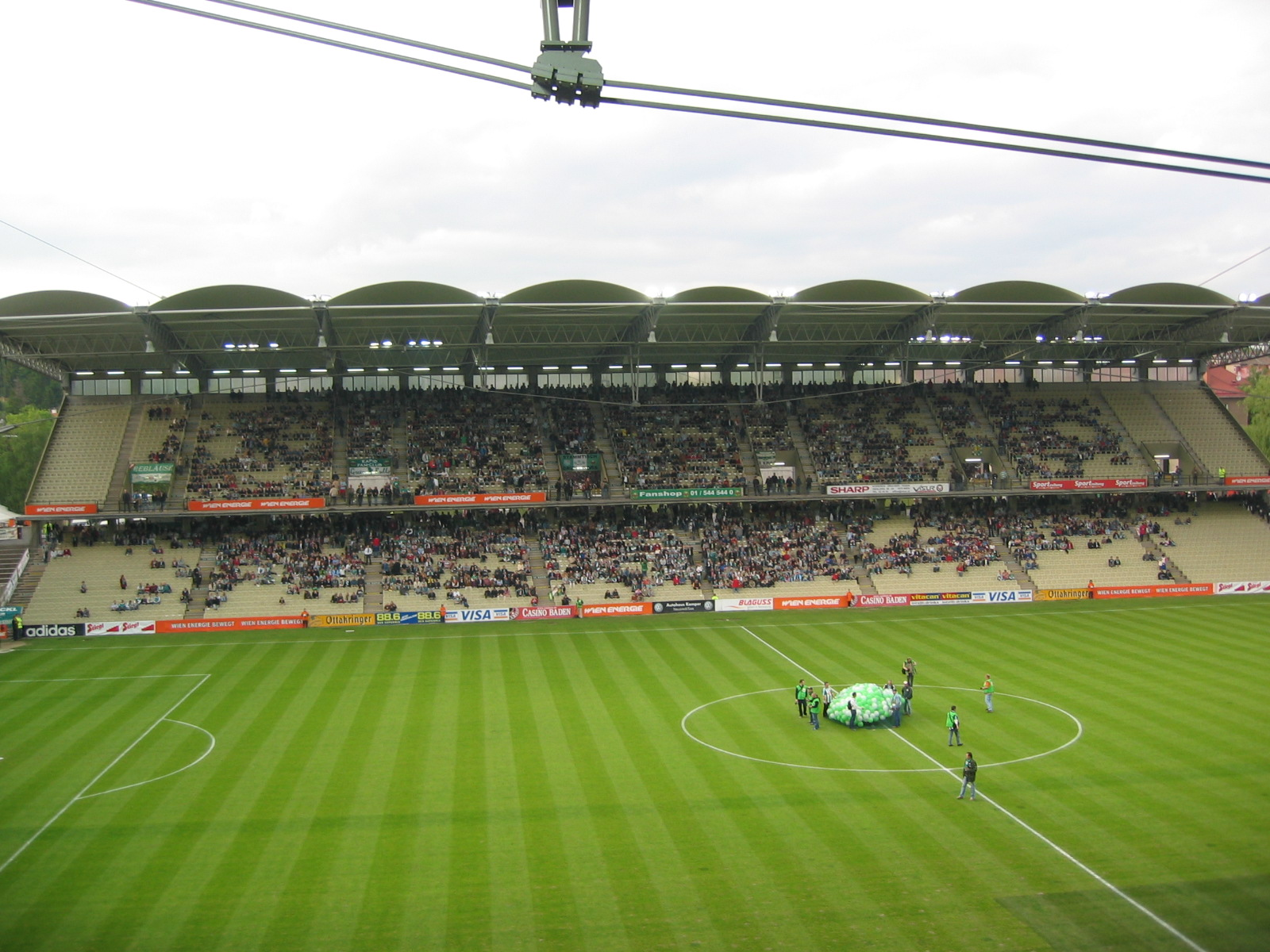
Nordtribüne
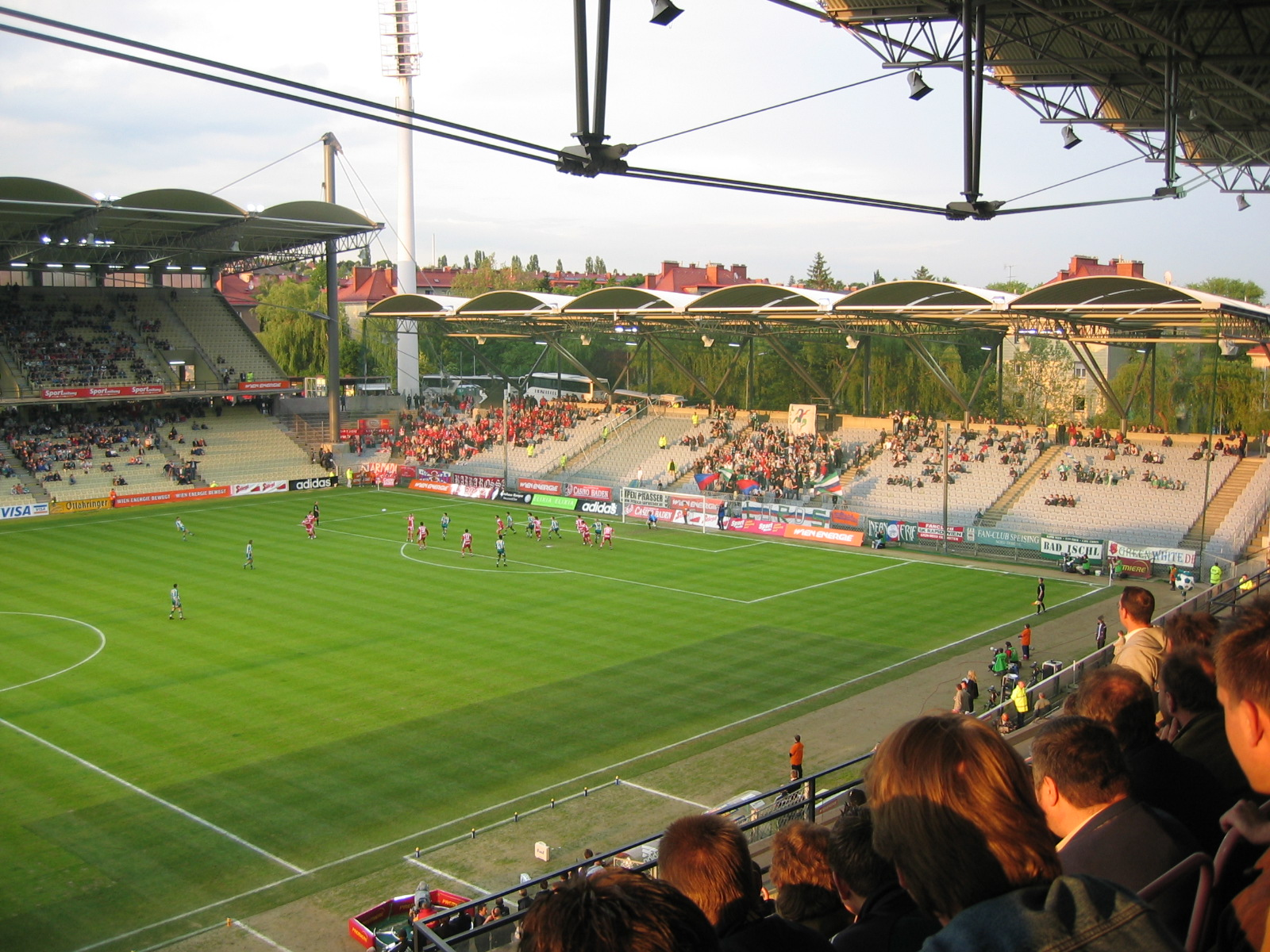
Osttribüne
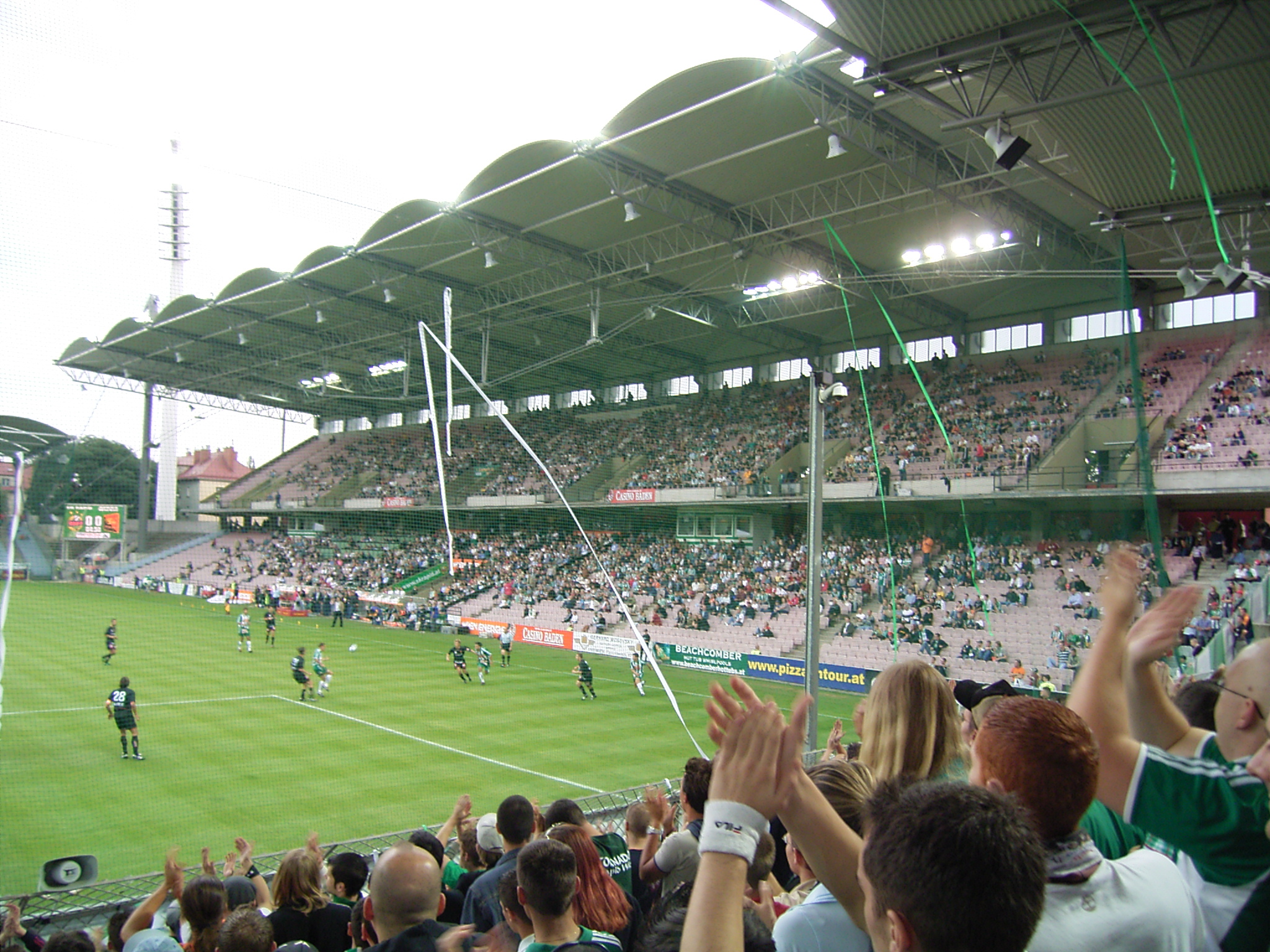
Südtribüne
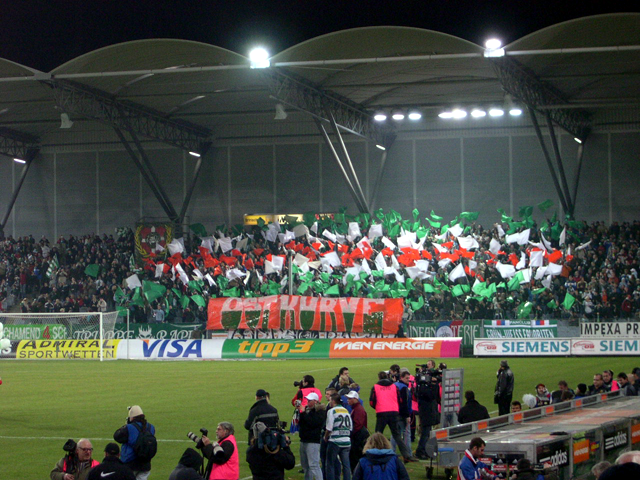
Blick von der Südtribüne auf den Heimsektor der Osttribüne

### Konzerte
1983 traten hier Wolfgang Ambros, Opus und Rainhard Fendrich auf. Später durften im Hanappi-Stadion aufgrund des dichten Wohngebietes keine Konzerte mehr stattfinden.

### Public Viewing
Während der Fußball-Europameisterschaft 2008 war das Stadion als Ausweichfanzone für Public Viewing gemietet. Insgesamt wurde es allerdings nur viermal geöffnet, wobei es nur beim Spiel Österreich gegen Deutschland und beim Finale halbwegs gefüllt war. Aufgrund der hohen Kosten (3,4 Millionen Euro Fixkosten) und der geringen Besucherzahl wurde das Projekt in den Medien stark kritisiert, besonders da zuvor die Einrichtung einer privaten Fanzone auf der Donauinsel aufgrund mangelnder Finanzierung gescheitert war. Der Zuschuss zu dieser Fanzone hätte die Stadt Wien nur 817.000 € gekostet, wurde aber mit der Begründung abgelehnt, die Stadt könne sich nicht ohne Ausschreibung an privaten Projekten beteiligen.

### Verkehrsanbindung
Das Hanappi-Stadion war an das Netz der öffentlichen Verkehrsmittel gut angeschlossen. Mit der U-Bahn-Linie U4, der Westbahn, den S-Bahn-Linien S15, S45 und S50, den Straßenbahnlinien 49 und 52 sowie den städtischen und regionalen Buslinien war das Hanappi Stadion erreichbar.
Neben dem Stadion stand außerdem für die Zuseher eine Tiefgarage mit rund 400 Stellplätzen zur Verfügung.
Eine Park&Ride-Anlage mit 1250 Stellplätzen im Bereich des Bahnhofs Hütteldorf war über die Hadikgasse erreichbar.